# Ледена дворана Пингвин
Ледена дворана Пингвин је ледена спортска дворана на Новом Београду у Блоку 62.
Капацитет дворане је 1.000 места. Од тога 600 места је за стајање, 200 места за седење, као и још додатних 200 места који служе у случају потребе.
Ледену дворану користе хокејашки клубови Витез и Беостар.